# Rickenella
Genre
Rickenella est un genre de champignons basidiomycètes de la famille des Rickenellaceae.
Créé par Jörg Raithelhuber en 1973, le genre a été dédié au mycologue allemand Adalbert Ricken (1851-1921). Il comprend une vingtaine d'espèces, dont l'espèce-type est Rickenella fibula. Il s'agit de petits champignons souvent classés précédemment parmi les mycènes ou les omphalines.

## Liste des espèces
- Rickenella péroné
- Rickenella mellea
- Rickenella swartzii

## Sources
- (en) Index Fungorum : Rickenella  (+ liste espèces) (+ MycoBank)
- K.-H. Larsson, et al., « Hymenochaetales: a molecular phylogeny for the hymenochaetoid clade », Mycologia, vol. 98, no 6 (2006 [2007]), p. 926-936. DOI 10.3852/mycologia.98.6.926